# Contea di Lauderdale (Alabama)
La contea di Lauderdale, in inglese Lauderdale County, è una contea dello Stato dell'Alabama, negli Stati Uniti. La popolazione al censimento del 2000 era di 87.966 abitanti. Il capoluogo di contea è Florence.
Il nome le è stato dato in onore al colonnello James Lauderdale del Tennessee. La contea fa parte dell'area metropolitana statistica Florence-Muscle Shoals, conosciuta semplicemente col nome di The Shoals.
Si tratta di una dry county, anche se alcune città possono vendere alcolici.

## Geografia fisica
La contea si trova nella parte nord-occidentale dell'Alabama, al confine con Tennessee e Mississippi. Lo United States Census Bureau certifica che l'estensione della contea è di 1.862 km², di cui 1.734 km² composti da terra e i rimanenti 128 km² composti di acqua.
La contea ospita l'Università del Nord Alabama a Florence.

### Contee confinanti
- Contea di Lawrence (Tennessee) - nord
- Contea di Wayne (Tennessee) - nord
- Contea di Giles (Tennessee) - nord-est
- Contea di Limestone - est (oltre l'Elk River)
- Contea di Lawrence - sud-est (oltre il Tennessee River)
- Contea di Colbert - sud (oltre il Tennessee River)
- Contea di Tishomingo (Mississippi) - ovest (oltre il Tennessee River)
- Contea di Hardin (Tennessee) - nord-ovest

### Laghi, fiumi e parchi
La contea comprende i seguenti laghi, fiumi e parchi:
| Laghi | Fiumi | Parchi | Parchi |
| --- | --- | --- | ------ |
| - Big Hill Pond - Jackson Hill Pond - Dollison Pond - Winnie Pond - Smith Pond - Delahunty Pond - Bell Sink Pond - Pickens Pond | - Huffman Branch - Smith Ditch - Hurn Spring Branch - Hurricane Branch - Ijams Branch - Richardson Creek - Indiancamp Creek - Chisholm Branch - Sour Branch | - Allen Park - Lock Six Day Use Area - Threets Park - Natchez Trace Parkway Lauderdale Park - Lauderdale State Wildlife Management Area - Second Creek Recreation Area - Brush Creek Park - Seven Mile Island Public Shooting Area - Sevenmile Island Wildlife Management Area |        |

## Storia
I primi abitanti dell'area erano nativi preistorici. La contea di Lauderdale fu costituita il 6 febbraio 1818 da territori Cherokee e Chickasaw. Fu chiamata così in onore di James Lauderdale.

## Principali strade ed autostrade
- U.S. Highway 43
- U.S. Highway 72
- State Route 17
- State Route 20
- State Route 101

## Società

### Evoluzione demografica
Abitanti censiti (migliaia) 1900–1990

## Comuni[9]
- Anderson - town
- Florence (capoluogo) - city
- Killen - town
- Lexington - town
- Rogersville - town
- St. Florian - town
- Underwood-Petersville - cdp
- Waterloo - town